# Бланка Телекі
Графиня фон Бланка Телекі де Сек (нім. Blanka von Teleki de Szék, угор. Teleki Blanka; нар. 5 липня 1806, Лангендорф, жудець Марамуреш, Австрійська імперія — пом. 23 жовтня 1862, Париж, Франція) — угорська художниця, скульпторка, викладачка і захисниця прав жінок з роду Телекі.

## Життєпис
Народилася 5 липня 1806 року в місті Лангендорф (нині Сатулунг, повіт Марамуреш, Румунія). Племінниця Терези Брунсвік, заснувала в 1828 році перший в Угорщині дитячий садок. Родовий маєток родини знаходився на території сучасного жудеця Сату-Маре.
Бланка вибрала кар'єру діячки мистецтва. Вона вивчала живопис у Мюнхені та Парижі в майстерні Леона Коньє, а також скульптуру в Будапешті в Іштвана Ференці. У 1846 році Телекі, опублікувавши свої ідеї про навчання жінок, відкрила першу школу для дівчаток у Будапешті, надавши велику послугу своїй тітці, що розвивала дошкільну освіту в Угорщині. Через два роки Бланка зі своїми ученицями підписала першу в історії петицію із закликом зрівняти в правах чоловіків та жінок Угорщини, надати жінкам виборче право і право здобувати вищу освіту. Брала участь у революції 1848 року і була заарештована, засуджена за вироком суду і відправлена в тюрму з Кларою Лєевей (остання звільнилася в 1856 році).
Бувши в ув'язненні, Бланка створювала невеликі скульптури (в тому числі й автопортрети), одну з яких вдалося нібито переправити у Францію до Жуля Мішле. У 1857 році вона звільнилася і поїхала жити до Парижа. Там вона померла 23 жовтня 1862 року.

## Ушанування пам'яті

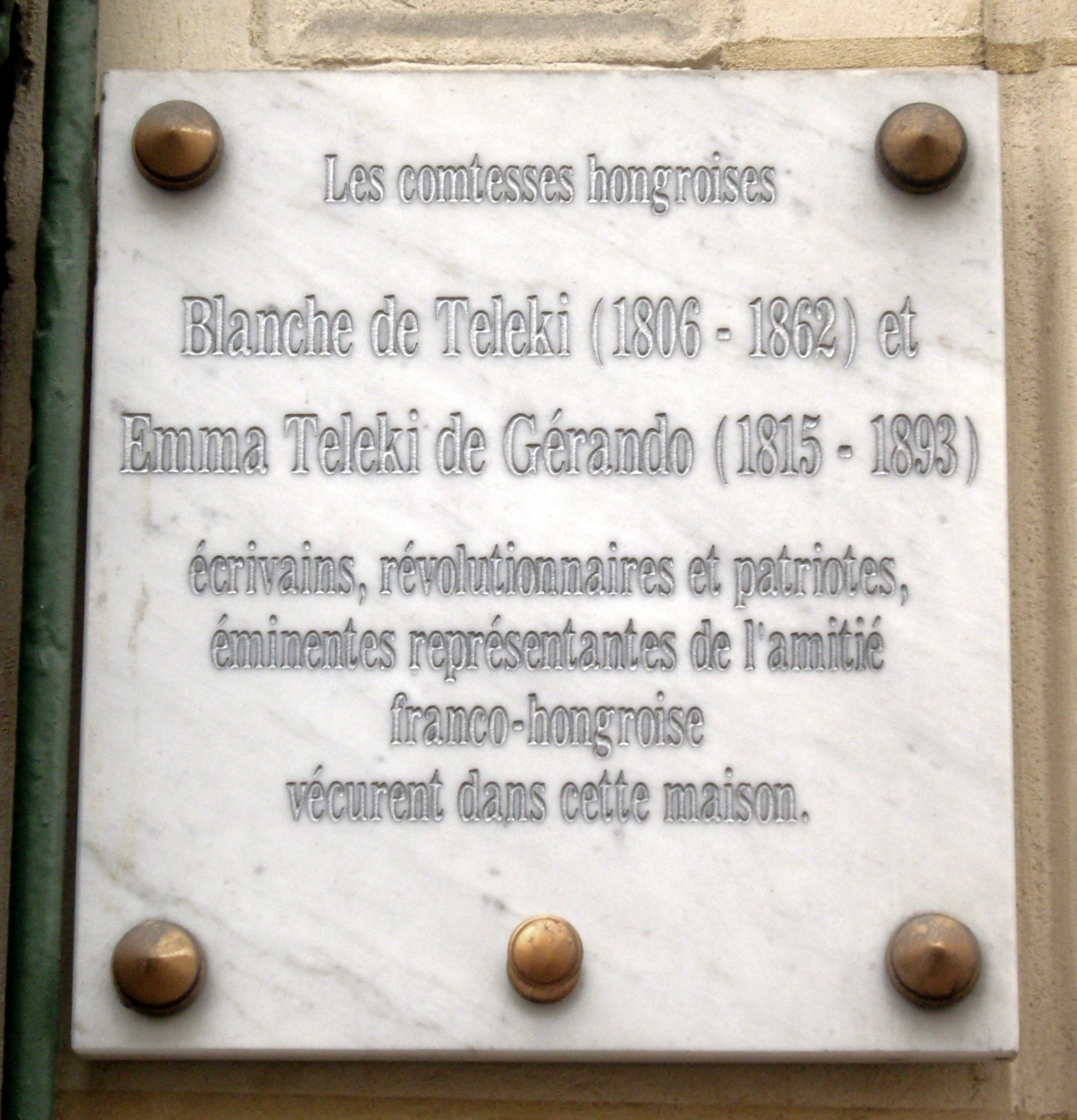
Напис на меморіальній дошці: "У цьому будинку жили угорські графині Бланш де Телекі (1806—1862) та Емма Телекі де Жерандо (1815—1893), письменниці, революціонерки та патріоти, видатні представники франко-угорської дружби

- Премія імені Бланки Телекі[hu]

- Меморіальна дошка у Парижі з написом: «Les comtesses hongroises Blanche de Teleki (1806—1862) і Emma Teleki de Gérando (1815—1893), écrivains, revolutionnaires et patriotes, éminentes représentantes de l'amitié franco-hongroise, véc»
- Меморіальна дошка на фасаді будинку, де жили Бланка Телекі з рідними по вулиці Воджірард, 37 у Парижі (встановлено 11 жовтня 2006 року Угорським інститутом)[9]

Школи та коледжі, що мають ім'я Бланки Телекі в Угорщині
- Початкова школа Újbuda Teleki Blanka[10] (Будапешт, Bikszádi № 61-63.)
- Гімназія і початкова школа Телекі Бланки (Секешфегервар)
- Професійна школа і коледж Телекі Бланки (Сомбатгей, Саймон Іштван, № 2)
- Середня школа економіки Телекі Бланки (Будапешт, Местер № 23)
- Початкова школа Телекі Бланки та початкова школа мистецтв[11], Фюзесабоні
- Середня школа Телекі Бланки, Будапешт, XIV квартал.
- Середня школа Телекі Бланки, професійна середня школа, професійно-технічне училище та коледж (Tiszalök, Ady Endre út 35.)
- Центр професійного навчання Karcag Середня школа Телекі Бланки, професійна середня школа та коледж Mezőtúr
- Коледж Телекі Бланки, (7621 Печ, Apáca utca 23, нині — Цистерціанський навчальний центр Коледжу Св. Маргарити)
- Штабний коледж Teleki Blanka — Міський середній шкільний коледж, Залаегерсег
- Коледж Телекі Бланки, Сегед
- Коледж середньої школи «Телекі Бланка», Веспрем